# Ульяновка (Черкасская область)
Ульяновка (укр. Улянівка) — село в Маньковском районе Черкасской области Украины.
Население по переписи 2001 года составляло 162 человека. Занимает площадь 0,924 км². Почтовый индекс — 20112. Телефонный код — 4748.

## Местный совет
20112, Черкасская обл., Маньковский р-н, с. Багва, ул. Ленина